# Biserica de lemn din Luncasprie

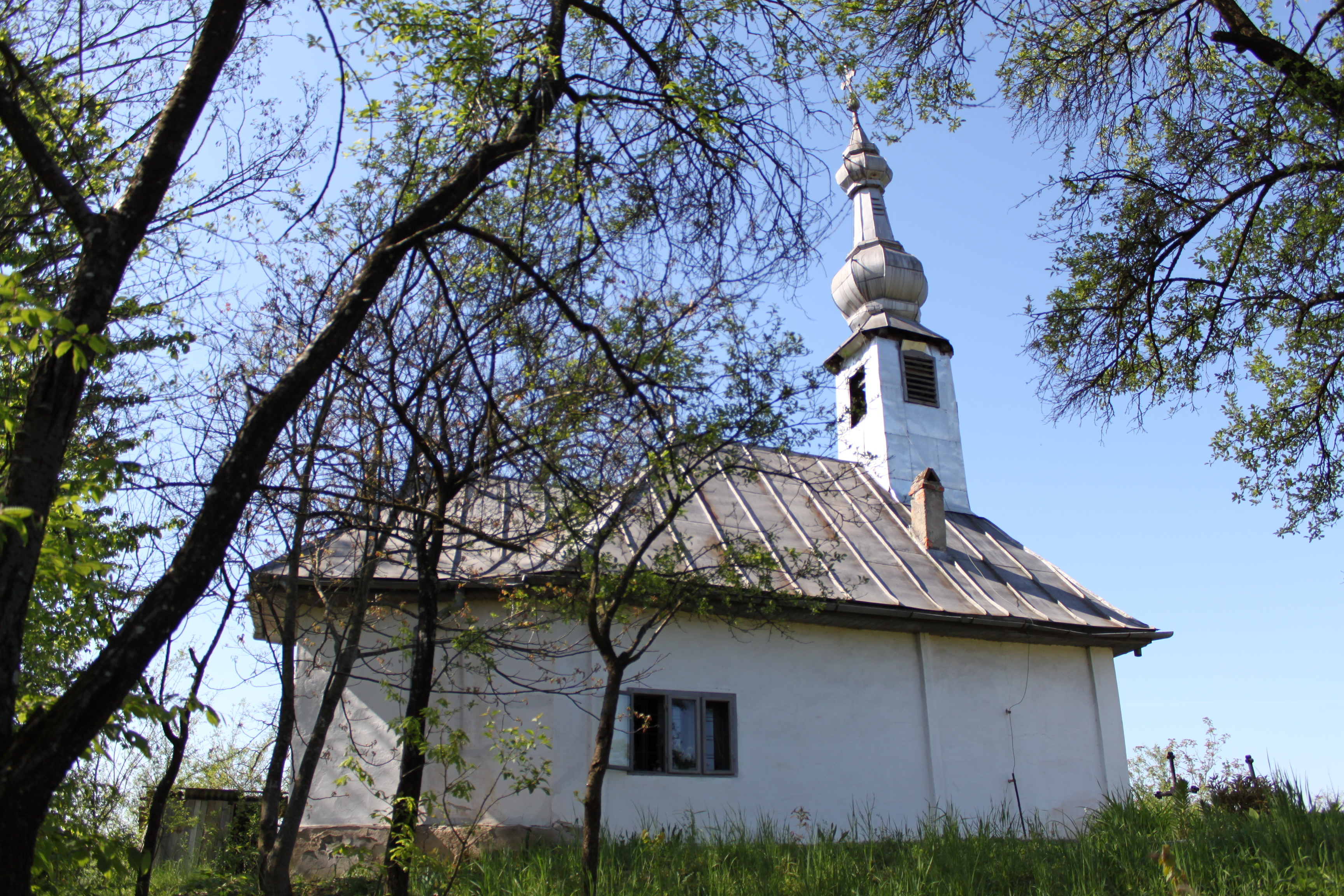
Biserica de lemn Sfinții Arhangheli Mihail și Gavriil din Luncasprie, județul Bihor, foto: aprilie 2010.

Biserica de lemn din Luncasprie se află în localitatea omonimă din județul Bihor și a fost construită în anul 1725. Biserica se află pe noua listă a monumentelor istorice sub codul LMI:  BH-II-m-B-01169. Are hramul „Sfinții Arhangheli Mihail și Gavriil".

## Istoric și trăsături
Biserica de lemn din Luncasprie este monument istoric și poartă hramul Sfinții Arhangheli Mihail și Gavriil. Conform inscripției de pe ușile împărătești, a fost construită în anul 1769, în stil ardelenesc, din bârne de stejar. Biserica nu este pictată și nu are obiecte de valoare istorică.